# Труворов, Аскалон Николаевич
Аскалон Николаевич Труворов (18 [30] марта 1819 — 30 марта [11 апреля] 1896) — русский археограф. Тайный советник

## Биография
Родился в селе Николаевском (Никольском) Кузнецкого уезда Саратовской губернии. По приезде в Москву некоторое время посещал «Художественный класс» (который в 1843 году был преобразован в Училище живописи и ваяния Московского художественного общества) и, вернувшись на родину, 24 марта 1843 года поступил в Кузнецкое уездное училище исправляющим должность учителя рисования и черчения. Продолжив самообразование, в 1847 году он сдал экзамен в Казанском университете на звание учителя русского языка, после чего стал работать преподавателем русского языка в Сердобском уездном училище.
В 1855 году он был избран заседателем Сердобского уездного суда и исполнял эту должность в течение трёх лет. В 1858 году Труворов был привлечён Н. В. Калачовым к работе в археографической комиссии и переехал в Санкт-Петербург. Как сотрудник, а затем как действительный член комиссии, он составил указатели к «Летописи по Ипатьевскому списку» и для десяти томов «Дополнений к актам историческим»; по поручению комиссии он напечатал пятый том «Русской исторической библиотеки» и главный свой труд: четыре тома «Розыскных дел о Федоре Шакловитом».
В 1865 году граф Д. А Толстой пригласил его в члены комиссии для разбора дел Синодального архива. В 1885 году Труворов был избран в почётные члены Археологического института, а в 1891 году, после смерти профессора И. Е. Андреевского, стал его директором.
Был членом-сотрудником Императорского русского географического общества.
Похоронен в Исидоровской церкви Александро-Невской лавры.
Есть информация, что он жил в доме купца Н. С. Паскова-Шарапова на углу Невского проспекта и Владимирского проспекта (№ 47/1), затем — на Большой Московской улице (№ 5)